# Irlanda normanda

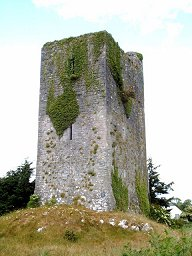
Una torre prop de Quin (Clare). Els normands van consolidar la seva presència a Irlanda construint centenars de castells i torres com aquesta.

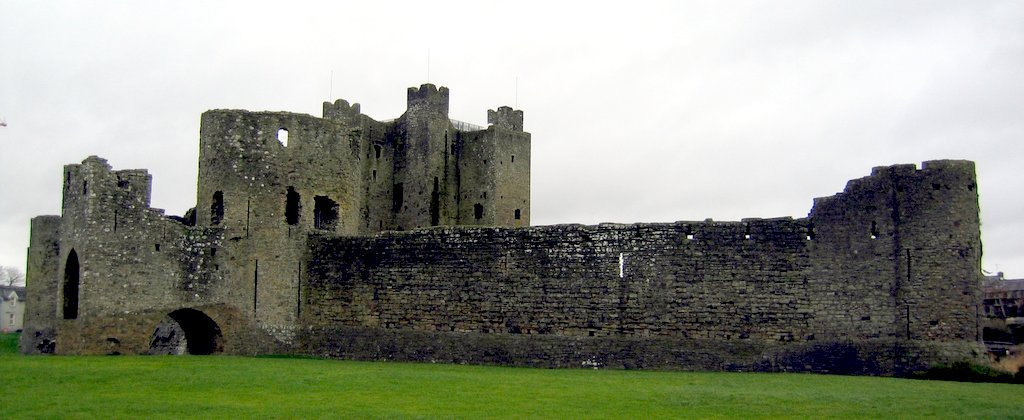
El Castell de Trim (1169-) és la major construcció del període

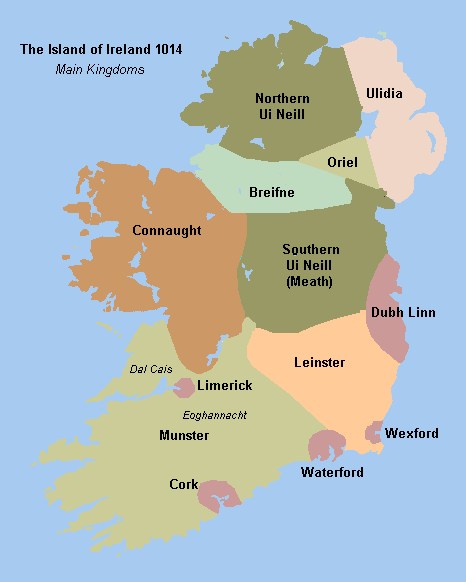
Irlanda en 1014. Un mosaic de regnes.

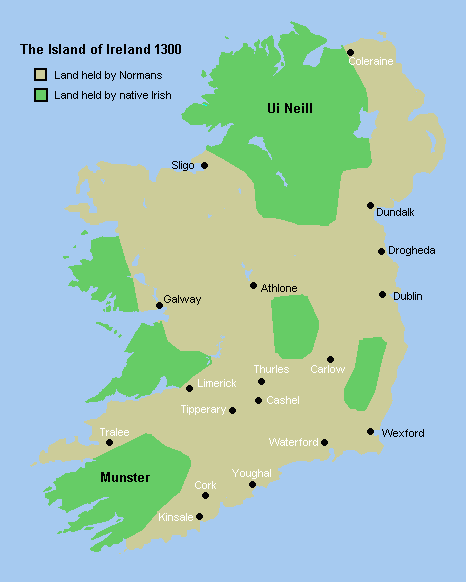
Zones sota control normand en 1300.

La Irlanda normanda comprèn el període medieval tardà a l'illa d'Irlanda, marcat per la invasió cambro-normanda que va sofrir des de 1169 fins a 1171, quan Enric II d'Anglaterra va desembarcar a Waterford i la va proclamar «Ciutat Reial». Durant el final de la seva etapa cèltica, Irlanda havia viscut en un estat de guerra intermitent entre regnes provincials que es disputaven els recursos i el títol de Rei Suprem. Aquesta situació va ser transformada per la intervenció dels mercenaris cambro-normands i després pel rei d'Anglaterra, Enric II. Després de conquistar Anglaterra, els cambro-normands van dirigir la seva atenció cap a l'illa d'Irlanda, la qual van convertir en Senyoriu propietat del rei d'Anglaterra, conquistant gran part de les seves terres.
De qualsevol manera, amb el temps, el control anglès es va reduir a una petita zona dels voltants de Dublín anomenada la Palissada. A la resta de l'illa, els senyors cambro-normands que havien encapçalat la invasió havien arribat a integrar-se completament en la societat gaèlica irlandesa.

## Arribada dels normands 1167-1185
Cap al segle xii, Irlanda estava dividida políticament en una jerarquia canviant de petits regnes. El poder estava concentrat en mans d'unes quantes dinasties regionals que competien entre si pel control de l'illa. A l'Ulster, els Uí Néill del Nord governaven la major part de la província. Els seus parents, els Uí Néill del Sud, eren Reis de Brega (comtat de Meath). La dinàmica dinastia d'Uí Cheinnselaig governava en Leinster. Un nou regne es va aixecar entre Leinster i Munster, i el regne d'Osraige, que era territori de la família Mac Giolla Phádraig. Munster era controlat nominalment pels Mac Carthy, encara que aquests eren subordinats dels Uí Bhriain de Thomond. Al nord de Thomond, les autoritats supremes de Connacht eren els Uí Chonchubhair.
Després de quedar-se sense la protecció del Rei Suprem Muirchertach MacLochlainn - que va morir en 1166 - el rei de Leinster Diarmait Mac Muchada (el seu anglicisme és Diarmuid MacMorrough) va ser expulsat del seu regne per una confederació de forces irlandeses sota el nou «Rei Suprem», Rory O'Connor. Diarmuit va fugir primer a Bristol i després a Normandia, on va obtenir permís d'Enric II d'Anglaterra per contractar mercenaris entre els barons normands vassalls seus per recuperar el seu regne. En 1167 havia contractat els serveis de Maurice FitzGerald, després del que va persuadir Rhys ap Gruffydd príncep de Deheubarth perquè alliberés al mig-germà de Maurice, Robert Fitz-Stephen que també va participar en la invasió. Però el suport més important va ser el del comte de Pembroke, Richard FitzGilbert de Clare conegut popularment com a Strongbow.
El primer normand a posar un peu a Irlanda va ser Richard Fitz Godbert de Roche en 1167, però no va ser fins a 1169 quan les principals forces normandes, Gal·leses i Flamenques van desembarcar en Wexford. Leinster va ser conquistat ràpidament i Waterford i Dublín van quedar sota control de Diarmait. Mac Murrough va oferir a la seva filla Aoife en matrimoni a Strongbow, que es va convertir en el seu gendre i hereu. Això últim no va agradar gens al Rei Enric II d'Anglaterra, qui, davant la possibilitat de la creació d'un estat normand rival a Irlanda es va apressar a visitar Leinster i establir la seva autoritat.

### La Butlla Papal i la invasió del rei Enric
El Papa Adrià IV (el primer Papa anglès, en un dels seus primers actes) havia publicat una Butlla Papal en 1155, autoritzat Enric a envair Irlanda per frenar la corrupció i els abusos eclesiàstics. De qualsevol manera, es va fer poc ús de la butlla papal Laudabiliter doncs el seu text implicava submissió papal no només sobre l'illa d'Irlanda sinó sobre totes les illes de la costa Europea, incloent Anglaterra, en virtut de la donació de Constantí. El text rellevant diu: "De debò no hi ha dubte, com sa altesa ha comprovat, que Irlanda i totes aquelles illes que Crist el Sol del que és Correcte ha il·luminat, i que han rebut les doctrines de la fe Cristiana, pertanyen a la jurisdicció de Sant Pere i de la Santa Església Romana". Les referències a Laudabiliter es tornen més freqüents en el següent període Tudor quan les recerques dels estudiosos de l'humanisme renaixentista van dubtar de la historicitat de la donació Constantina.
Enrique va desembarcar amb una gran flota en Waterford en 1171, convertint-se en el primer Rei d'Anglaterra a posar peu en sòl irlandès. Ambdues Waterford i Dublín van ser proclamades Ciutats Reials. El successor d'Adrià, Alexandre III va ratificar la donació de les terres irlandeses a Enric en 1172. Enric li va atorgar els territoris irlandesos al seu fill més jove Joan amb el títol de Dominus Hiberniae ("Senyor d'Irlanda"). Quan Joan va succeir al seu germà inesperadament com Rei Joan, el "Regne d'Irlanda" va recaure directament en la Corona Anglesa.
Enriv va ser reconegut per la majoria dels Reis irlandesos, els qui van veure en ell una oportunitat de frenar l'expansió de Leinster i dels Hiberno-Normands. Això va portar a la ratificació del Tractat de Windsor (1175) entre Enric i Rory O'Connor. No obstant això, després de les morts de Strongbow i de Diarmuid (en 1171 i 1176), amb Enric de tornada a Anglaterra i O'Connor incapaç de frenar als invasors, el Tractat es va convertir en paper mullat. John de Courcy va atacar i va conquistar gran part de l'est d'Ulster en 1177, Raymond le Gros va prendre Limerick i el nord de Munster, i la resta de famílies normandes com Prendergast, Fitz-Stephen, Fitz-Gerald, Fitz-Henry i le Poer es van dedicar a conquistar i governar els seus propis regnes.

### Impacte de la invasió normanda
El que va ocórrer a Irlanda en els últims anys del segle xii i primers del xiii va ser un canvi en els règims de propietat i colonització de la terra. La invasió Cambro-Normanda va portar amb si la creació de ciutats emmurallades, castells i esglésies, la importació d'arrendataris i el desenvolupament de l'agricultura i el comerç. Els normands van alterar la societat Gaèlica a través l'ús eficient de la terra i la introducció del feudalisme en un món basat en el sistema de clans i en la propietat i cultiu comunals de la terra. El feudalisme mai va arrelar en gran part d'Irlanda, però va ser un intent d'introducció de l'economia monetària en un país que comerciava usant el sistema de barata. Els normands que es van assentar a zones apartades de Dublín van acabar adoptant la llengua i els costums irlandesos, realitzant matrimonis interacials, la qual cosa va provocar que els irlandesos acabessin per «normanditzar-se». Molts irlandesos actuals porten cognoms derivats dels normands, encara que són molt més abundants a Munster i Leinster, on la presència normanda va ser més intensa.
El sistema de comtats va ser introduït en 1297, encara que l'últim dels comtats no va ser delimitat fins a 1610. Igual que a Anglaterra, els normands van unir el concepte continental de comtat amb l'anglès de Shire. Les ciutats van ser, potser, la més important de les contribucions normandes. A partir del de Dublín, en 1192, es van donar furs reals a diverses poblacions amb el propòsit de protegir el comerç i atreure població a aquestes comunitats.
L'església va tractar d'aplicar els preceptes de la reforma gregoriana, substituint el sistema basat en monestirs per un amb «estructura diocesana», organitzat en diòcesi i parròquies. En el període que va de 1172 a 1348 es van construir centenars d'esglésies. El primer estudi sobre la riquesa de les esglésies es realitza en 1303, per a la implantació del sistema de delmes. No obstant això, l'aplicació de la llei canònica solia quedar restringida a les àrees sota control normand.
El sistema tradicional legal irlandès, les Lleis Brehon van continuar sent aplicades a les zones fora del control central, però els normands van introduir les reformes d'Enric II d'Anglaterra, que preveien penes com la presó per als criminals. El sistema Brehon, present en altres cultures del nord d'Europa es basava en la imposició de multes, l'import de les quals es determinava en funció del crim i de l'estatus de la víctima.
Si bé l'impacte polític de la conquesta normanda va ser considerable, també va ser inestable i poc uniforme, i els successos dels anys 1315-1348 s'encarregaria de posar de manifest la debilitat d'aquesta ocupació.

## El Senyoriu d'Irlanda 1185-1254

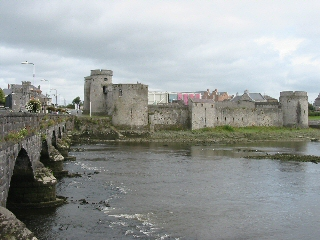
El Castell del rei Joan està al marge meridional del riu Shannon. Foue construït en el sota les ordres del rei Joan d'Anglaterra.

Inicialment els normands van aconseguir controlar grans territoris a Irlanda, assegurant la costa est, des de Waterford fins a l'est de l'Ulster i penetrant a l'oest fins a Galway i Mayo. Entre les famílies més poderoses estaven els Geraldine, els Butler i els Burke, qui controlaven grans territoris amb total independència dels governants de Dublín o Londres. El Senyor d'Irlanda era el Rei Joan, qui, en les seves visites en 1185 i 1210, havia ajudat a assegurar militar i administrativament les àrees sota control normand, mentre que al mateix temps tractava de guanyar-se la lleialtat dels reis irlandesos; molts, com Cathal Crobderg Ua Conchobair, li devien el tron.

### Invasió continguda
Els normands també van tenir sort de tenir líders del calibre dels Butler, Marshall, de Burgh, de Lacy i de Broase, així com de tenir els caps dinàmics de les primeres famílies. Un altre factor va ser que després de la pèrdua de Normandia en 1204, Joan va tenir més temps per dedicar-se als assumptes irlandesos, i ho va fer efectivament encara que a distància.
De qualsevol manera, els Hiberno-Normands van haver de fer front a una sèrie de circumstàncies i problemes que van retardar, i finalment van detenir, la seva expansió:
En primer lloc, molts Senyors natius irlandesos, fustigaren contínuament als normands; això, en el millor dels casos, suposava unes despeses importants i un minvament dels seus recursos i en el pitjor, podia acabar amb la conquesta irlandesa del territori ocupat pels normands. D'altra banda, les bandades en la política anglesa durant els regnats d'Enric III i el seu successor, Eduard I (qui estaven més ocupats en esdeveniments a Anglaterra, Gal·les, Escòcia i dominis continentals) van privar de suport anglès als colons normands a l'illa. En tercer lloc, la divisió entre les mateixes files dels normands, que propiciava contínues guerres entre els De Burgh, FitzGerald, Butler i de Bermingham. Finalment, la divisió d'estats entre hereus va dividir els Senyorius Normands en unitats més petites i menys formidables - el més nociu era el dels Marshall de Leinster, que va dividir un sol Senyoriu en cinc.
La política i esdeveniments en la Irlanda gaèlica van acabar per atreure als colons a l'òrbita dels irlandesos, la qual cosa sovint portava a pactes entre irlandesos i normands contra un enemic comú, fora del bàndol que fora.

## Ressorgiment Gaèlic i declivi normand 1254-1536

La Mort Negra ràpidament expandida en la majoria del mar i rutes de comerç Europeu. Va arribar a Irlanda en 1348 i va delmar els assentaments Hiberno-Normands.

Durant el segle xiv, la Irlanda hiberno-normanda es va veure enfrontada a tres esdeveniments clau.
El primer va ser la invasió d'Irlanda per Edward Bruce d'Escòcia en 1315, que va aconseguir el suport de molts irlandesos contra la presència anglesa a Irlanda. Encara que Bruce fou finalment derrotat en la batalla de Faughart, prop de Dundalk, durant els tres anys que va durar la campanya les seves tropes van assolar i van saquejar el país, especialment a l'àrea densament colonitzada al voltant de Dublín. En aquesta situació caòtica, els senyors irlandesos locals van recuperar grans quantitats de terra que havien estat arrabassades a les seves famílies durant la conquesta i les van retenir després que la guerra acabés.
El segon va ser l'assassinat de William Donn de Burgh, III comte d'Ulster, al juny de 1333. Això va portar al repartiment de les seves terres entre els seus familiars; els problemes del repartiment van portar a la branca familiar situada a Connacht a rebel·lar-se contra la Corona i aliar-se obertament amb els irlandesos, per la qual cosa tota la Irlanda a l'oest del Shannon va deixar d'estar virtualment sota control hiberno-normand. Haurien de passar dos-cents anys perquè els Burke, com ara es feien dir, signessin les paus i col·laboressin de nou amb l'administració de Dublín.
La tercera calamitat per a la presència Anglesa a Irlanda durant l'Edat mitjana va ser la Mort Negra, que va arribar a Irlanda en 1348. A causa que la majoria dels habitants anglesos i normands d'Irlanda vivien en pobles i viles, la malaltia es va encebar en ells amb més intensitat que amb els nadius irlandesos, que vivien en assentaments rurals més dispersos. Un recompte cèlebre d'un monestir en Kilkenny narra la plaga com l'inici de l'extinció de la humanitat i la fi del món. La plaga va ser una catàstrofe per als habitants anglesos del país i, després del final de la pesta, l'idioma i els costums gaèlics-irlandesos van tornar a arrelar i expandir-se per l'illa. L'àrea sota control anglès es va reduir fins a convertir-se a la Palissada, una àrea fortificada al voltant de Dublín.
A més, el ressorgiment gaèlic es va veure afavorit pels continus incidents polítics i personals contra els hiberno-normands, però especialment per la indignació davant l'abandó i els horrors que les successives fams havien portat. Expulsats de les terres fèrtils, els irlandesos van ser obligats a sobreviure en zones marginals, la qual cosa els deixava en situacions molt precàries durant mals anys de collita (tals com 1271 i 1277) o en un any de fam (període de 1311-1319).
Més enllà de la Palissada, els Senyors Hiberno-Normands van adoptar el llenguatge i la tradició irlandesa, arribant a ser coneguts com a anglesos vells, i en les paraules d'un comentarista anglès contemporani, es van tornar més irlandesos que els mateixos irlandesos. Durant els següents segles es van aliar amb els nadius irlandesos en conflictes polítics i militars amb Anglaterra i generalment van seguir sent catòlics després de la Reforma. La preocupació entre les autoritats de la Palissada per la gaelització de l'illa va créixer fins al punt que, en 1366, un parlament reunit en Kilkenny, va elaborar i va promulgar els coneguts com Estatuts de Kilkenny, prohibint a la població anglonormanda l'ús de l'idioma, o l'adopció de robes i costums irlandesos, així com els matrimonis entre famílies angleses i irlandeses. A causa que el govern de Dublín tenia en realitat poca autoritat, els estatuts no van tenir molt efecte, encara que el fet de promulgar-los constitueix en si mateix un reconeixement de la difícil situació de l'administració.
Al llarg del segle xv, aquestes tendències van continuar afectant a l'illa, a mesura que l'autoritat de govern central disminuïa. La monarquia d'Anglaterra va estar sumida en una profunda crisi durant la Guerra de les Roses, i com a resultat la implicació anglesa en els assumptes d'Irlanda es va veure fortament disminuïda. Successius Reis d'Anglaterra van delegar la seva autoritat constitucional sobre el Senyoriu en la poderosa família dels Fitzgerald, comtes de Kildare, que combinaven l'ús de la força i de la negociació amb senyors i clans per mantenir l'equilibri a l'illa, la qual cosa va allunyar encara més a la corona dels assumptes d'Irlanda. Al mateix temps els senyors gaèlics locals i els nobles anglonormands gaelitzats van ampliar el seu poder a costa del govern central de Dublín, creant una política estranya a les maneres angleses i que no va ser erradicada fins a la conclusió de la reconquesta efectuada pels Tudor.